# Bhantnur, Sindgi
Bhantnur là một làng thuộc tehsil Sindgi, huyện Bijapur, bang Karnataka, Ấn Độ.